# Paul Ceesay
Paul Ceesay (* 18. Februar 1959 in Gambia) ist ein Leichtathlet aus dem westafrikanischen Staat Gambia, der sich auf den Mittelstreckenlauf spezialisiert hat. Er nahm wie sein Zwillingsbruder Peter Ceesay an den Olympischen Spielen 1984 teil.

## Olympia 1984
Paul Ceesay nahm bei den Olympischen Sommerspielen 1984 in Los Angeles an einem Wettbewerb teil:
- Im 1500-Meter-Lauf war er in der ersten Runde der ersten Gruppe zugeteilt. Ceesay wurde Siebter mit 3:59,14 Minuten und konnte sich nicht weiter qualifizieren.

## Persönliche Bestzeiten
- 1500 Meter: 3:54,06 (1989)